# Kossa FC
Der KOSSA FC ist ein Fußballverein von den Salomonen, er ist in Honiara ansässig. Er spielt in der Telekom S-League und der Honiara FA League. Die Vereinsfarben sind Blau und Gelb. Manager ist Willie Lai. Trainiert wird die Mannschaft von Jacob Moli.
Von 2004 bis 2006 hieß der Verein Fairwest, bevor er in KOSSA FC umbenannt wurde.
Aufgrund des Gewinns der Meisterschaft in der Saison 2006/2007 war man berechtigt, in der Saison 2007/2008 an der O-League teilzunehmen.

## O-League 2007/08
KOSSA FC spielte in der Gruppe B zusammen mit Tafea F.C. (Vanuatu) und Ba FC (Fidschi) um den Einzug ins Finale. Das erste Spiel der Gruppe gegen Tafea FC endete mit einem 1:1-Unentschieden. Im zweiten Spiel konnte man Ba FC mit 2:0 bezwingen. Das zweite Spiel gegen Tafea ging mit einem 1:1 zu Ende. Nach einem 4:2 im letzten Spiel gegen Ba konnte die Mannschaft in das Finale einziehen. Hier traf sie am 26. April 2008 und 4. Mai 2008 auf Waitakere United. Beim Hinspiel hatte KOSSA Heimrecht und gewann 3:1.

## Stadion
Das Heimstadion ist das Lawson Tama, es steht in Honiara und hat eine Kapazität von 10.000 Plätzen.

## Erfolge
- 2006/07: 1. Platz Solomon Islands National Club Championship
- 2006/07: 1. Platz Honiara FA League